# I Will Always Love You (livro)
I Will Always Love You é o último da série de livros Gossip Girl escrito por Cecily von Ziegesar.

## Sinopse
No livro os personagens originais retorna a Nova York. Blair está estudando direito em Yale e tem um namorado lá. No entanto, Blair e Nate têm um romance por vários dias e Nate percebe que Blair é a pessoa com quem ele deveria estar. Isto é, até que ele ponha os olhos em Serena, que agora é uma estrela de cinema e está mais confusa do que nunca. Dan deixa Evergreen e se transfere para Columbia, então ele pode estar perto de Vanessa. Vanessa está sobrecarregada com todas as idéias de Dan de viver juntos e começar uma vida fazendo com que ela o traísse com Hollis. Dan está sobrecarregado de tristeza até que Serena lê um de seus poemas e eles começam a namorar novamente. Chuck retorna, sem dinheiro e cheio de sabedoria.